# Moritz Körner

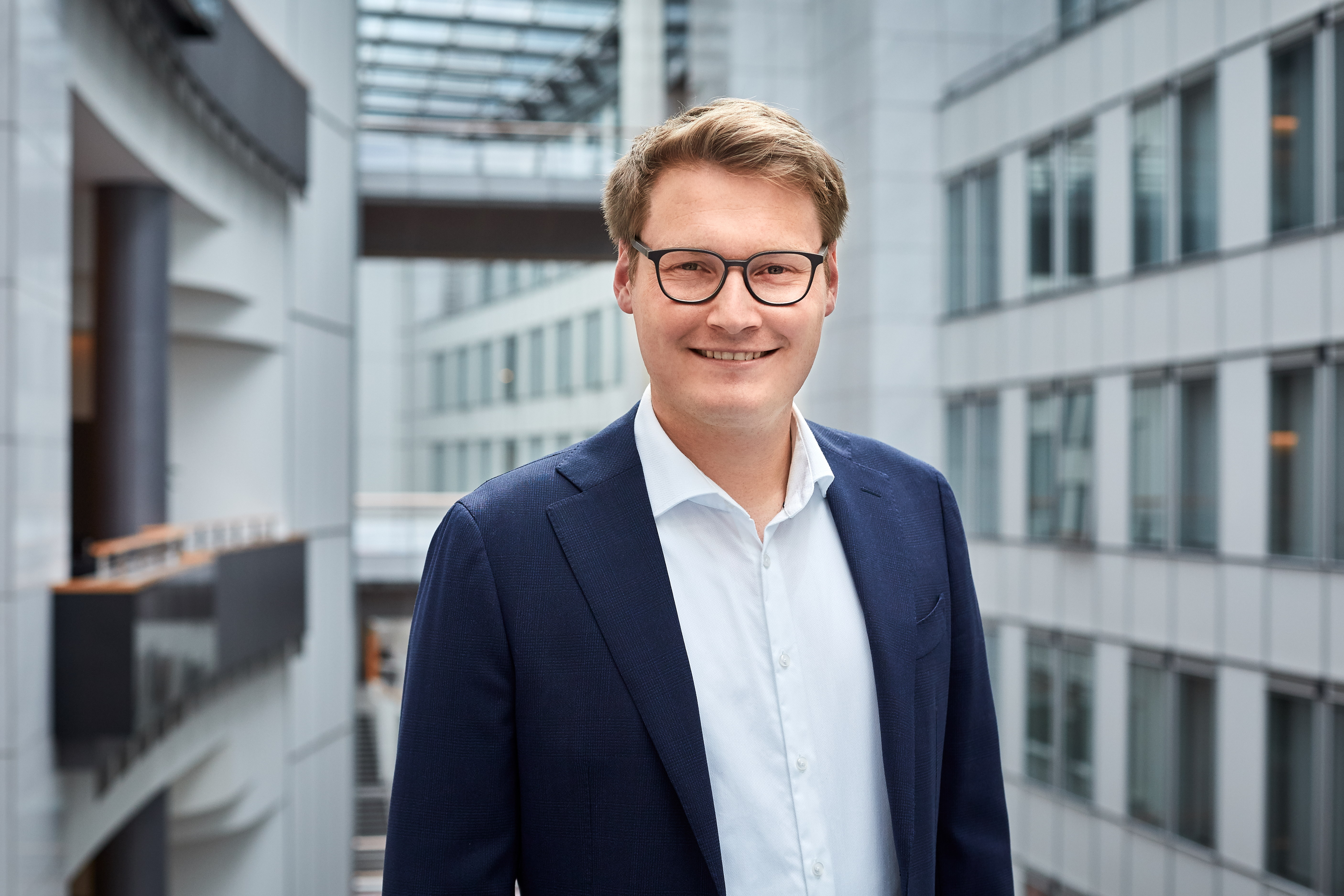
Moritz Körner (2019)

Moritz Heimo Körner (* 3. August 1990 in Wiesbaden) ist ein deutscher Politiker (FDP) und seit 2019 Mitglied des Europäischen Parlaments. Zuvor war er seit 2017 Abgeordneter im Landtag Nordrhein-Westfalen. Er ist seit 2019 als Vertreter der FDP-Europaabgeordneten Mitglied des Präsidiums der FDP. Er ist Generalsekretär der FDP Nordrhein-Westfalen.

## Leben
Körner wuchs in Langenfeld (Rheinland) auf und besuchte dort das Konrad-Adenauer-Gymnasium, wo er im Jahr 2010 das Abitur ablegte. Nach seinem Abitur absolvierte Körner ein Freiwilliges Soziales Jahr beim Landessportbund Nordrhein-Westfalen im Sportverein RTHC Bayer Leverkusen. Dort war er außerdem als Hockeytrainer tätig, wobei er Nachwuchsmannschaften bis zur Deutschen Meisterschaft führte. Privat ist Körner seit mehreren Jahren im Chor „Charisma“ in Mülheim an der Ruhr aktiv.
In den Jahren 2011 bis 2014 studierte Moritz Körner Sozialwissenschaften an der Heinrich-Heine-Universität Düsseldorf und schloss mit dem Bachelor ab. Danach studierte er bis zum März 2017 Politikmanagement, Public Policy und öffentliche Verwaltung an der NRW School of Governance, welche er mit dem Master of Arts abschloss.
Körner war von 2011 bis zum Abschluss seines Studiums Stipendiat der Friedrich-Naumann-Stiftung für die Freiheit.

## Politik
Im Jahr 2008 trat Körner der FDP sowie den Junge Liberalen (JuLis) bei. Bei den JuLis war er von 2008 bis 2011 Kreisvorsitzender in Mettmann. Außerdem ist er seit 2009 stellvertretender Kreisvorsitzender der FDP im Kreis Mettmann und war Mitglied der FDP-Kreistagsfraktion. In seiner Heimatstadt Langenfeld (Rheinland) ist Körner Vorsitzender der FDP. Von 2010 bis 2018 war Körner Mitglied des Landesvorstands der JuLis in Nordrhein-Westfalen und amtierte seit 2013 als Landesvorsitzender. Seit 2014 ist er gewähltes Mitglied im Landesvorstand der FDP in Nordrhein-Westfalen.
Zur Landtagswahl in Nordrhein-Westfalen 2017 kandidierte Körner im Wahlkreis Mettmann I und als Spitzenkandidat der JuLis NRW auf Platz 16 der Landesliste der FDP Nordrhein-Westfalen. Nach der Wahl zog er über die Liste in das Düsseldorfer Parlament ein und war dabei der jüngste Abgeordnete des Landtages zu Beginn der 17. Legislaturperiode. Innerhalb der Landtagsfraktion war er hochschulpolitischer Sprecher sowie Sprecher im Untersuchungsausschuss zum Fall Amri.
Im November 2018 wählte der Landesverband der FDP in Nordrhein-Westfalen Körner zu seinem Spitzenkandidaten für die Europawahl 2019. Auf dem Europaparteitag 2019 der FDP wurde er schließlich auf den aussichtsreichen Listenplatz vier seiner Partei aufgestellt. Er wurde am 26. Mai 2019 erfolgreich in das Europäische Parlament gewählt. Für ihn rückte am 27. Juni 2019 Daniela Beihl in den Landtag nach. Bei der Europawahl 2024 wurde Körner erneut ins Europäische Parlament gewählt.
Körner gehört dem Haushaltsausschuss und dem Ausschuss für bürgerliche Freiheiten, Justiz und Inneres des Europäischen Parlaments an. Darüber hinaus ist er für Renew Europe Mitglied in der Delegation für die Beziehungen zur Volksrepublik China und stellvertretendes Mitglied der Delegation für die Beziehungen zu Indien. Zudem ist er Mitglied der interfraktionellen Arbeitsgruppen des EU-Parlaments in den Bereichen Künstliche Intelligenz und Digitalisierung, SEARICA (Meere, Flüsse, Inseln und Küstengebiete), Sozialwirtschaft, LGTBI, Wohlergehen und Erhaltung von Tieren, Städtisches Umfeld, Korruptionsbekämpfung sowie Wein, Spirituosen und Lebensmittel.
Am 10. Januar 2022 schlug der NRW-Landesvorsitzende Joachim Stamp Körner als Generalsekretär der FDP Nordrhein-Westfalen vor. Körner wurde am 2. April 2022 auf dem 75. ordentlichen Landesparteitag der FDP NRW mit 79,8 % zum Generalsekretär gewählt, als Nachfolger von Johannes Vogel, der nicht mehr antrat.

## Positionen

### Rechtsstaatsmechanismus der EU
Moritz Körner setzt sich seit seinem Einzug in das Europäische Parlament für einen sogenannten Rechtsstaatsmechanismus ein. Mit diesem Instrument sollen Mitgliedsländer der Europäischen Union sanktioniert werden, die gegen rechtsstaatliche Prinzipien verstoßen. Körner sieht vor allem Möglichkeiten darin, bei diesen Mitgliedsstaaten EU-Gelder zurückzuhalten, um "gegen Korruption oder Ähnliches vorzugehen" oder "wenn die Unabhängigkeit der Richter in einem Land gefährdet ist". Der Rechtsstaatsmechanismus wurde Ende 2020 durch das Europäische Parlament (EP) beschlossen. Nach Ansicht von Körner hätte die EU-Kommission ihn gegenüber Polen und Ungarn bereits Anfang 2021 umsetzen müssen, weswegen er eine Resolution des EP mitverfasst hat. Er unterstützt eine Klage des EP gegen die Europäische Union wegen Untätigkeit. Körner betrachtet die Glaubwürdigkeit der EU als Rechtsgemeinschaft als eine "große Frage", um eine handlungsfähige Europäische Union erhalten zu können. Weiterhin fordert Körner, dass "EU-Gelder zurückgehalten werden", wenn rechtsstaatliche Prinzipien nicht eingehalten werden.
"Ich kann den deutschen Steuerzahlern nicht länger erklären, dass in Ungarn viele Millionen an EU-Geldern – unsere Steuergelder – in dunklen Taschen versickern. Es muss jetzt tatsächlich auch Konsequenzen geben. Deshalb dringt das Europäische Parlament zu Recht darauf, dass endlich der neue Rechtsstaats-Mechanismus eingesetzt und EU-Gelder auch zurückgehalten werden."
Im September 2022 drohte EU-Haushaltskommissar Johannes Hahn Ungarns Fördermittel um 7,5 Milliarden Euro zu kürzen.

### Corona-Reisebeschränkungen
Im Rahmen der COVID-19-Pandemie wurden in Europa ab März 2020 Reisebeschränkungen für touristische Reisen eingeführt. EU-Bürgerinnen, die familiär über Ländergrenzen hinweg gebunden waren, durften aber weiterhin innerhalb der Europäischen Union reisen. Für unverheiratete Paare galt diese Regelung nicht, sodass diese an der Einreise in andere EU-Länder gehindert wurden und sich nicht treffen konnten. Körner forderte Ende Juni 2020 die EU-Kommissarin für Inneres, Ylva Johansson (Sozialdemokratische Arbeiterpartei Schwedens), dazu auf, politischen Druck auf die Mitgliedsstaaten auszuüben, damit sie ihre Grenzen für unverheiratete Paare öffnen. Unter dem Hashtag #loveisnottourism entwickelte sich zu der Thematik eine Bewegung im sozialen Netzwerk Twitter. Neben Körner, der zu den ersten Unterstützern der Bewegung zählte, unterstützten auch viele weitere Bundestags- und EU-Abgeordnete das Ansinnen und forderten den damaligen Innenminister Horst Seehofer (CSU) auf, die deutschen Grenzen für binationale Paare zu öffnen.

### Datenschutzpraktiken von TikTok
Ende 2020 stellte die US-amerikanische Kartellbehörde (Federal Trade Commission) fest, dass die Video-App TikTok illegal personenbezogene Daten von Kindern gesammelt hat. Daraufhin reichte Moritz Körner eine schriftliche Anfrage bei der Europäischen Kommission ein, inwiefern die Methoden der Datenerhebung von TikTok eine Gefahr für die Sicherheit der EU oder ihrer Mitgliedsstaaten darstellen. EU-Kommissar Didier Reynders bezog in einer offiziellen Antwort Stellung, indem er an den Europäischen Datenschutzausschuss verwies und eine Untersuchung seitens der Kommission verneinte. Nach weiteren Recherchen der Süddeutschen Zeitung wurde aufgedeckt, dass TikTok auch in Europa fragwürdige Datenströme an Firmen wie Facebook oder Appsflyer unterhält, in denen etwa Start und Ende der Nutzung oder jedes angeschaute Video übermittelt werden. Nach weiteren Anfragen von Moritz Körner an den Europäischen Datenschutzausschuss wurde eine TikTok-Taskforce eingerichtet, woraufhin auch TikTok selbst reagierte und ankündigte, seinen Sitz nach Irland zu verlegen. Nach etwa einem Jahr wurde die Taskforce ohne die Vorlage von Ergebnissen wieder aufgelöst, da der Staat Irland zuständig sei. Auch die Europäische Konsumentenschutzbehörde legte jedoch in der Zwischenzeit Beschwerden gegen TikTok vor.
Moritz Körner sieht die Europäische Kommission in der Pflicht, "klarer Position [zu] beziehen". Aus seiner Sicht stehe sie daneben und gucke zu.
Er stellte die erste parlamentarische Anfrage zur illegalen Weitergabe europäischer Finanzdaten.

## Auszeichnungen
- „Top 40 unter 40“ des Wirtschaftsmagazins Capital 2020
- „Top 40 unter 40“ des Wirtschaftsmagazins Capital 2021

## Mitgliedschaften
Moritz Körner ist Mitglied der überparteilichen Europa-Union Deutschland, die sich für ein föderales Europa und den europäischen Einigungsprozess einsetzt.